# Colotes de Paros
Colotes de Paros （en llatí Colotes, en grec antic Κολώτης) fou un escultor nascut a l'illa de Paros, que va ajudar a Fídies en l'execució de l'estàtua de Zeus a Olímpia.
Va deixar altres obres, principalment en or i vori, a Elis on sembla que va viure desterrat, segons Pausànies. Podria haver viscut cap a l'Olimpíada 84, és a dir als voltants de l'any 444 aC, i tant Estrabó com Plini el Vell el lloen per les seves estàtues de filòsofs.